# Albert Doja
Albert Doja (ur. 2 marca 1957) – albański socjolog i antropolog, doktor habilitowany antropologii społecznej.

## Życiorys
W 1993 roku ukończył studia doktorskie z zakresu antropologii społecznej na École des hautes études en sciences sociales, a w 2004 roku uzyskał Habilitation à Diriger des Recherches na Université de Paris V.
Był profesorem wizytującym na Uniwersytecie Harvarda, wykładał także na uczelniach francuskich, brytyjskich, irlandzkich i albańskich. 29 września 2011 roku został mianowany profesorem na Uniwersytecie Lille I.
W 2008 roku został członkiem zwyczajnym Akademii Nauk Albanii.

## Prace i artykuły naukowe[1]
- Le sol albanais à l'origine d'une locution française: bâtir des châteaux en Albanie (1984)
- Pasqyrimi poetik i zbukurimit në ceremonial të dasmës (1986)
- Poetika e zbukurimit në ceremonial të dasmës (1987)
- Transposition poétique du décor de noces (1987)
- La poétisation du cérémonial des noces (1988)
- Le sexe de la naissance: masculin/féminin dans la société traditionnelle (1995)
- L'idée de nation: du postulat de Marcel Mauss à la question actuelle des identités nationales et culturelles (1996)
- L'enchantement socialisateur: la berceuse dans la tradition orale (1997)
- À propos de la diversité locale des traditions culturelles albanaises (1998)
- Évolution et folklorisation des traditions culturelles (1998)
- Inscription patronymique et mythologie de fondation: Éléments d'analyse pour une généalogie des noms de personne chez les Albanais (1998)
- Amitié, Alliance, Parenté: idéologie et pratique dans la société traditionnelle albanaise (1999)
- Développement corporel et transition sociale chez les Albanais (1999)
- Ethnicité, construction nationale et nationalisme dans l'aire albanaise: Approche anthropologique du conflit et des relations interethniques (1999)
- Formation nationale et nationalisme dans l'aire de peuplement albanais (1999)
- Morphologie traditionnelle de la société albanaise (1999)
- Entre invention et construction des traditions: l'héritage historique et culturel des Albanais (2000)
- Histoire et dialectique des idéologies et significations religieuses (2000)
- Naître et Grandir chez les Albanais: La Construction Culturelle de la Personne (2000)
- The Politics of Religion in the Reconstruction of Identities: The Albanian Situation (2000)
- An Albanian Bektashi Master, Discourse Ethnography of Learning and the Spiritual Making of an Anthropologist: An Account on Method and Content (2001)
- Atrocités des conflits ethniques: paradoxes venus d'ailleurs ou sensations dans le cénacle savant (2001)
- Démocratie et stabilité dans le Sud-Est Européen: facteurs humains, culturels et sociaux (2001)
- Përdorimi Politik i Fesë në Rindërtimin e Identiteteve: Rasti shqiptar (2001)
- Politique de la religion dans les recompositions identitaires: le cas albanais (2001)
- Confraternal religion: from liberation theology to political reversal (2003)
- Construction des identités sociales: relations interethniques et dynamique des valeurs culturelles (2004)
- Cultural politics and spiritual making of anthropologists (2004)
- The dangerous politics of identity (2004)
- Dreaming of fecundity in rural society (2005)
- Kurthe të një etnografie të rrezikshme në përfytyrimin antropologjik/Some pitfalls of perilous ethnography in anthropological imagination (2005)
- Mythology and Destiny (2005)
- Social Thought & Commentary: Rethinking the Couvade (2005)
- The advent of heroic anthropology in the history of ideas (2005)
- The imaginary of the name (2005)
- A political history of Bektashism in Albania (2006)
- A political history of Bektashism from Ottoman Anatolia to Contemporary Turkey (2006)
- Rituals of Naming and Exposure: Meaning and Signification in a Name (2006)
- Spiritual surrender: from companionship to hierarchy in the history of Bektashism (2006)
- The kind of writing: anthropology and the rhetorical reproduction of postmodernism (2006)
- The predicament of heroic anthropology (2006)
- The shoulders of our giants: Claude Lévi-Strauss and his legacy in current anthropology (2006)
- Creative misreading and bricolage writing: A structural appraisal of a poststructuralist debate (2007)
- Đôi vai của những người khổng lồ: Claude Levi-Strauss và di sản của ông trong nhân học đương đại/The shoulders of our giants: Claude Lévi-Strauss and his legacy in current anthropology (2007)
- Identity Politics: Gendered Ethno-Religious Ideologies: Southeast Europe (2007)
- Bektashizmi në Shqipëri: Histori Politike e një lëvizjeje fetare/Bektashism in Albania: Political history of a Religious Movement (2008)
- Claude Lévi-Strauss at his Centennial: toward a future anthropology (2008)
- From Neolithic Naturalness to Tristes Tropiques: the emergence of Lévi-Strauss's new humanism (2008)
- Instrumental borders of gender and religious conversions in the Balkans (2008)
- Përdorimi Instrumental i Kufijve midis Kategorive Fetare dhe Metaforave Gjinore në Ballkan (2008)
- Shfaqja e Antropologjisë Heroike në Historinë e Ideve (2008)
- Etniciteti, ndërtimi kombëtar dhe nacionalizmi në territorin etnik shqiptar: qasje antropologjike e konfliktit të marrëdhënieve ndëretnike (2009)
- Morphodynamics and Agency: From Post-Structuralism to Neo-Structuralism (2009)
- Claude Lévi-Strauss (1908-2009): The apotheosis of heroic anthropology (2010)
- Fertility Trends, Marriage Patterns and Savant Typologies in Albanian Context (2010)
- Customary Laws, Folk Culture, and Social Lifeworlds: Albanian Studies in Critical Perspective (2011)
- Honneur, Foi et Croyance: approche linguistique anthropologique des valeurs morales et religieuses (2011)
- Nderi, besa dhe besimi: Qasje gjuhësore antropologjike ndaj vlerave morale dhe fetare (2012)
- The politics of religious dualism: Naim Frashëri and his elective affinity to religion in the course of 19th-century Albanian activism (2012)
- Folkloric Archaism and Cultural Manipulation in Albania under Socialism (2013)
- Further Considerations on the Politics of Religious Discourse: Naim Frashëri and his Pantheism in the Course of Nineteenth-Century Albanian Nationalism (2013)
- Intermède: Comment on devient anthropologue (2013)
- Introduction: Le savoir anthropologique (2013)
- Invitation au terrain: Mémoire personnel de la construction du projet socio-anthropologique (2013)
- Nderi, besa dhe besimi: Qasje gjuhësore antropologjike e vlerave morale dhe fetare (2013)
- From the German-speaking point of view: Unholy Empire, Balkanism, and the culture circle particularism of Albanian studies (2014)
- Le prix de l’amour: une immersion dans les structures anthropologiques de la circulation des richesses (2014)
- The Beautiful Blue Danube and the Accursed Black Mountain Wreath: German and Austrian Kulturpolitik of Knowledge on Southeast Europe and Albania (2014)
- Socializing Enchantment: a socio-anthropological approach to infant-directed singing, music education and cultural socialization (2014)
- From the native point of view: An insider/outsider perspective on folkloric archaism and modern anthropology in Albania (2015)
- Come costruire l’identità nel Regione Adriatico-Ionica: Prospettive culturali, regionali ed europei tra le idee civiche e le motivazioni stato-nazionale (2016)
- From the communist point of view: Cultural hegemony and folkloric manipulation in Albanian studies under socialism (2016)
- International representations of Balkan wars: a socio-anthropological account in international relations perspective (2016)
- Lindja e Albanologjisë sipas Shkrimeve Gjermane dhe Austriake/From the foreigner point of view: The birth of Albanologie in German and Austrian writings (2016)
- Post-imperial truth claims and postcolonial knowledge production in the post-communist Balkans (2016)
- The past in the present: time and narrative of Balkan wars in media industry and international politics (2017)
- Religionspolitischer Alltag in Südosteuropa (2017)
- Shfaqja e Antropologjisë në Shqipëri: Shkrime të zgjedhura në 60-vjetorin e lindjes, përgatitur nga Enika Abazi/The Advent of Anthropology in Albania: Selected essays on the 60th birth anniversary, edited and introduced by Enika Abazi (2018)
- Social Morphodynamics: Mapping Identity Transformations, Cultural Encounters, and the Evolution of Core Values (2018)
- The Everyday of Religion and Politics in the Balkans (2018)
- Time and narrative: Temporality, memory, and instant history of Balkan wars (2018)
- In Hoc Signo Vinces: The Politics of Religion as a Source of Power and Conflict (2019)
- On Mobility and Migration: A contrastive framework for advocative approach and critical analysis of fundamental freedoms and constraints (Concluding Remarks) (2019)
- Përdhunimet masive në luftrat e Bosnjës dhe Kosovës në vitet '90: vështrim kritik mbi qasjet publike dhe shkencore ndërkombëtare (2019)
- Politics of mass rapes in ethnic conflict: A morphodynamics of raw madness and cooked evil (2019)
- Rethinking the politics of mass rapes as a military strategy and instrument of ethnic cleansing (2019)
- A Discrete-Event Simulation of Claude Lévi-Strauss’ Structural Analysis of Myths based on Symmetry and Double Twist Transformations (2020)
- Lévi-Strauss's heroic anthropology facing contemporary problems of the modern world (2020)
- Celebrations of Lévi-Strauss’s Heroic Legacy (2020)
- Ardhja e Antropologjisë në Shqipëri/The Advent of Anthropology in Albania (2021)
- Computational challenges to test and revitalize Claude Lévi-Strauss transformational methodology (2021)
- Pasioni etnografik dhe njohja antropologjike (2021)
- The Mytho-Logics of Othering and Containment: Culture, Politics and Theory in International Relations (2021)
- The political appeal of religion: A new awareness of what is missing (2021)
- Vështrim antropologjik mbi historinë, gjendjen aktuale dhe të ardhmen e studimeve shqiptare (2021)
- С коммунистической точки зрения: Культурная гегемония и манипуляции фольклором в албанистике при социализме/From the communist point of view: Cultural hegemony and folkloric manipulation in Albanian studies under socialism (2022)
- Ecclesiastical Pressures and Language Politics: The Boundary Work of Albanian Language in the 17th-18th Centuries (2022)
- From the Austrian-Hungarian Point of View: An der schönen blauen Donau and the Accursed Black Mountain Wreath in the Balkans (2022)
- Naim Frashëri midis bektashizmit dhe shqiptarizmit: Projektet kombëtare dhe përsiatjet intelektuale fetare/Naim Frashëri between Bektashism and Albanianism: nationalist projects and intellectual speculations (2022)
- Prošlost u sadašnjosti: vrijeme i narativ o balkanskim ratovima u medijskoj industriji i međunarodnoj politici/Time and narrative: Temporality, memory, and instant history of Balkan wars (2022)
- The New German-speaking School of Balkankompetenzen: Knowledge production and truth claims in post-colonial post-communist context (2022)
- Tjetërsimi strategjik i historisë shqiptare në shkrimet e një historiane franceze/Altérisation stratégique de l'histoire nationale, l'État et la société albanaise dans les travaux d'une historienne française (2022)
- A Sacrament of Intellectual Self-Gratification: Giorgio Agamben swearing an Oath of his own State of Exception (2023)
- La leçon d’écriture et la violence de la lettre: de la généalogie de la déconstruction à l’instrument politiquement excluant de l’écriture inclusive (2023)
- Manevi Teslimiyet: Bektaşilik Tarihinde Yoldaşliktan Hiyerarşiye/Spiritual surrender: from companionship to hierarchy in the history of Bektashism (2023)
- Presionet kishtare dhe politika e gjuhës: Roli kufindarës e kufitregues i përdorimit të shqipes në shek. XVII-XVIII/Ecclesiastical Pressures and Language Politics: The Boundary Work of Albanian Language in the 17th-18th Centuries (2023)
- How to think about the instrumental politics of mass rape: A critical appraisal of feminist approaches (2024)
- Roli diferencues i rivaliteteve kishtare, kundërvënieve politike, transformimeve iluministe dhe kundërsulmeve ortodokse në shekujt XVII-XVIII (2024)